# Грембах (пляжный футбольный клуб)
БСЦ Грембах Лодзь (пол. BSC Grembach Łódź) — польский клуб по пляжному футболу, базирующийся в Лодзьи. Самый титулованный клуб Польши по пляжному футболу.

## История
Клуб был образован в 1979 году как мини-футбольный клуб. В 2004 году клуб перешёл из футзала в пляжный футбол. В четвёртом же сезоне клуб стал чемпионом страны.

## Достижения
- Чемпионат Польши по пляжному футболу (7): 2008, 2009, 2011, 2012, 2013, 2015, 2016
- Кубок Польши по пляжному футболу (5): 2007, 2008, 2009, 2010, 2011, 2012
- Суперкубок Польши по пляжному футболу (2): 2011, 2015

### Кубок европейских чемпионов
- 6 место — 2013
- 1/8 финала — 2014, 2016